# Top Country Albums
Le Top Country Albums est un classement musical publié hebdomadairement par le magazine Billboard qui classe les 50 meilleurs albums de country américains à partir des ventes comptabilisées par Nielsen Soundscan. Le classement prend en compte les ventes d'albums et les écoutes sur les sites de streaming. Le premier classement est publié le 11 janvier 1964 sous l'appellation "Hot Country Albums", et dans lequel le meilleur album était Ring of Fire: The Best of Johnny Cash (en) de Johnny Cash.
Le classement change de nom pour devenir "Top Country LP's" le 13 janvier 1968, puis "Top Country LPs" (sans l'apostrophe) le 31 mai 1980, et enfin "Top Country Albums" le 20 octobre 1984. L'album qui est resté le plus longtemps à la tête du classement est Dangerous: The Double Album (en) de Morgan Wallen, qui y a passé un total de 97 semaines non consécutives.

## Méthodologie
De son lancement à mai 1991, le classement était établi selon les bilans des ventes soumises par un nombre représentatif de disquaires à l'échelle américaine. En 1991, ces bilans sont remplacés par les données informatiques des points de vente. Depuis février 2017, le classement est "basé sur la consommation multimédia (comprenant les ventes d'albums en magasin, les ventes de singles et le streaming)".

## Albums les mieux classés

### Albums ayant passé le plus de semaines à la première position
Les albums suivants ont passé plus de 30 semaines à la première position du classement (à la date du 3 février 2024) :
| Nombre de semaines | Première année à la 1re place | Artiste         | Album                        |
| ------------------ | ----------------------------- | --------------- | ---------------------------- |
| 97                 | 2021                          | Morgan Wallen   | Dangerous: The Double Album  |
| 50                 | 1997                          | Shania Twain    | Come On Over,                |
| 50                 | 2017                          | Luke Combs      | This One's for You,          |
| 43                 | 1987                          | Randy Travis    | Always & Forever             |
| 41                 | 1990                          | Garth Brooks    | No Fences                    |
| 38                 | 2023                          | Morgan Wallen   | One Thing at a Time          |
| 37                 | 2019                          | Luke Combs      | What You See Is What You Get |
| 36                 | 2002                          | Dixie Chicks    | Fly                          |
| 35                 | 2000                          | Bande originale | O Brother, Where Art Thou?   |
| 35                 | 2008                          | Taylor Swift    | Fearless                     |
| 34                 | 1992                          | Billy Ray Cyrus | Some Gave All                |
| 33                 | 1991                          | Garth Brooks    | Ropin' the Wind              |
| 31                 | 2010                          | Lady Antebellum | Need You Now                 |

Le score de l'album Fearless de Taylor Swift n'inclut pas le nombre de semaines passées à la première place de Fearless (Taylor's Version), sa réédition de 2021 de l'album. Dixie Chicks et Lady Antebellum ont respectivement changé leurs noms de scène à The Chicks et Lady A.

### Artiste le plus présent à la première position
George Strait est le chanteur qui est apparu le plus de fois à la première position, et ce avec 27 albums différents.

### Artiste avec le plus de semaines à la première position en cumulé

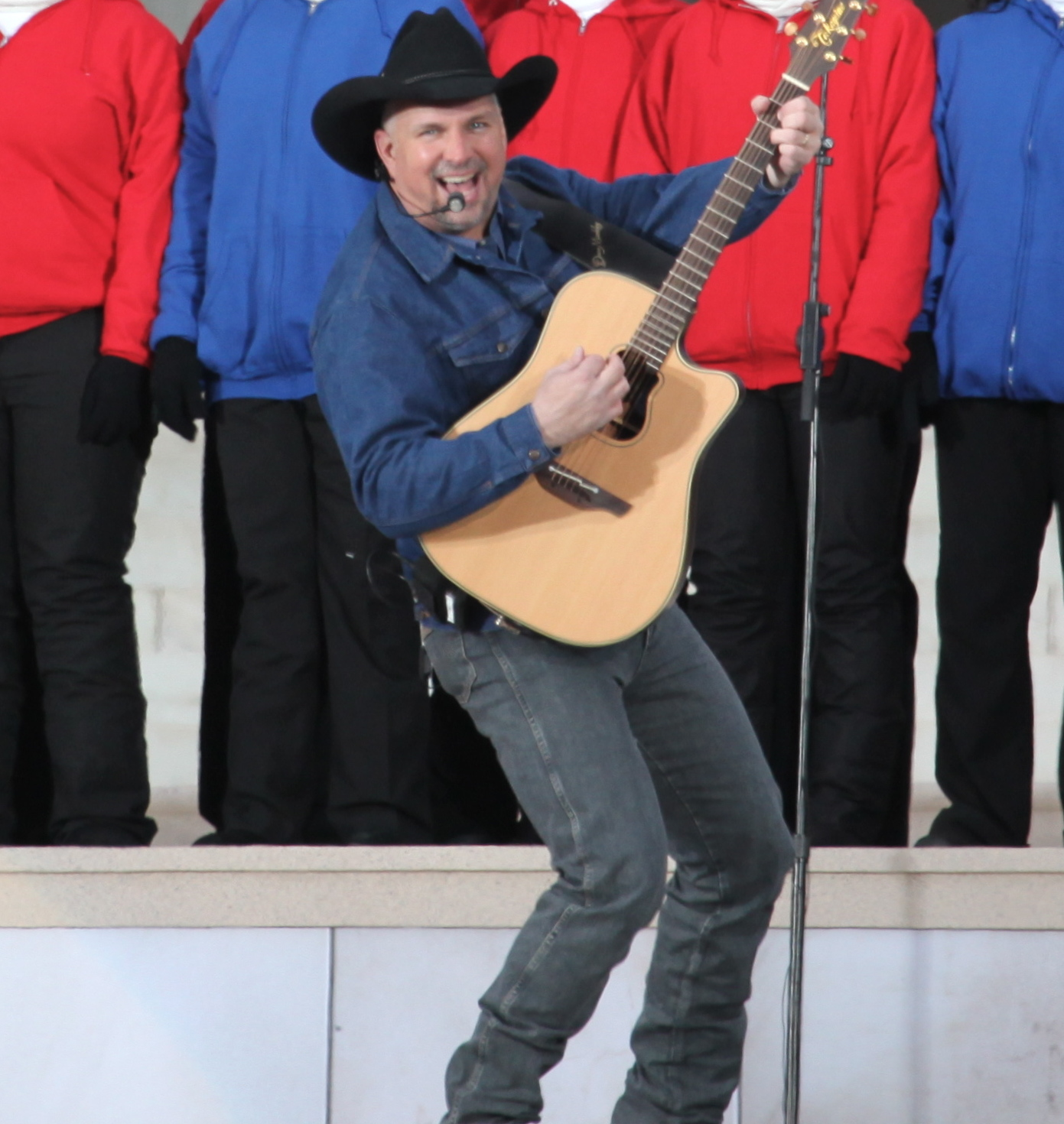
Garth Brooks a passé près de 3 ans en cumulé à la première place du classement.

Le tableau suivant recense les artistes qui ont passé au moins 50 semaines à la première place (à la date du 3 février 2024) :
| Nombre de semaines à la première place | Artiste         |
| -------------------------------------- | --------------- |
| 173                                    | Garth Brooks    |
| 137                                    | Morgan Wallen   |
| 125                                    | Alabama         |
| 101                                    | Willie Nelson   |
| 101                                    | Taylor Swift    |
| 99                                     | Kenny Rogers    |
| 97                                     | Shania Twain    |
| 88                                     | Luke Combs      |
| 85                                     | Charley Pride   |
| 80                                     | Randy Travis    |
| 76                                     | Tim McGraw      |
| 76                                     | Waylon Jennings |
| 73                                     | The Chicks,     |
| 61                                     | George Strait   |
| 60                                     | Buck Owens      |
| 57                                     | Johnny Cash     |
| 51                                     | Glen Campbell   |
| 51                                     | Eddy Arnold     |
| 50                                     | Kenny Chesney   |

Le nombre total de semaines pour The Chicks comprend les 71 semaines sous l'ancien nom, Dixie Chicks, et 2 sous le nouveau nom.

### Artistes avec le plus d'albums consécutifs à la première position
Les artistes suivants sont ceux qui ont eu le plus d'albums consécutifs à la tête du classement.
| Artiste          | Nombre d'albums consécutifs à la première place |
| ---------------- | ----------------------------------------------- |
| Kenny Chesney    | 12                                              |
| Carrie Underwood | 9                                               |
| Garth Brooks     | 8                                               |
| Rascal Flatts    | 8                                               |
| Taylor Swift     | 8                                               |
| Miranda Lambert  | 7                                               |